# فرودگاه شهرستان مارشال (ویرجینیا)
فرودگاه شهرستان مارشال (ویرجینیا) (به انگلیسی: Marshall County Airport (West Virginia)) یک فرودگاه همگانی بهره‌برداری هوایی است که یک باند فرود آسفالت دارد و طول باند آن ۱۰۰۶ متر است. این فرودگاه در کشور ایالات متحده آمریکا قرار دارد و در ارتفاع ۳۷۰ متری از سطح دریا واقع شده‌است.